# Tounj
Tounj  è un comune della Croazia di 1 252 abitanti della regione di Karlovac.